# 古迦太基
古迦太基（腓尼基語： （轉寫布匿語：QRT ḤDŠT‬，實際發音：Qart-ḥadašt））是前7世紀至前2世紀期間以北非突尼西亞沿岸迦太基城為中心興起的一個文明。這個國家是個城邦國家。迦太基本是腓尼基城邦泰爾在海外的殖民地，建於前814年，同其他腓尼基殖民城市一起向泰爾定期朝貢。大約在前650年，迦太基脫離泰爾獨立，並在其他北非的腓尼基殖民城市中建立自己的霸權地位。隨後古迦太基控制了地中海沿海的薩丁尼亞島、科西嘉島、伊比利亞半島南部以及西西里島的部分地區。古迦太基的首都迦太基城，曾一度成為地中海西部城市貿易的中心。
縱觀古迦太基的歷史，其前期一直與古希臘爭奪地中海的霸權地位；後期則與新興的古羅馬爭奪霸權。從古迦太基建國開始，便與古希臘就地中海沿岸的西西里、薩丁尼亞、義大利南部發生一系列戰爭，史稱希臘-布匿戰爭。這場戰爭並沒有分出勝負，古迦太基在地中海西部建立霸權，古希臘則稱雄於東部。大約前3世紀，由於古羅馬的崛起，古迦太基與羅馬發生戰爭，史稱布匿戰爭。布匿戰爭共發生三次，在布匿戰爭裡，羅馬和迦太基都損失極為慘重，最終以古羅馬的勝利告終，古迦太基失去了除北非領土之外的所有領土。前146年，古羅馬終於攻破迦太基城，標誌著古迦太基的滅亡。
古迦太基在早期施行君主制，國王為國家最高領袖，並擁有絕對權力。前480年，迦太基國王哈米爾卡一世死後，國王失去了其大部分權力，裁判官勢力崛起。前308年，國王波米爾卡試圖奪回大權，失敗被殺。此後迦太基正式建立共和國制度。

## 經濟
迦太基商業沿地中海擴張，也許還遠至大西洋上的加那利群島，陸上則橫越撒哈拉沙漠。據亞里士多德言，迦太基人簽下了許多商業條約來規範其出入口事業。
迦太基帝國依賴與塔特索斯與其他伊比利亞半島城邦間的貿易，從中可獲取大量的銀、鉛、銅乃至更為重要的錫礦——青銅冶煉所需。迦太基人與伊比利亞人間的貿易關係以及其強大海軍造就其壟斷了大西洋錫貿易，使之在此年間成為唯一的錫礦分銷商與青銅業者。保持此等壟斷係迦太基強權與繁盛的基石，故此迦太基商人竭力保守錫礦所在地的秘密。迦太基在地中海中央的優越位置令其便於控制西西里島到突尼斯之間的水域，控制了東方的錫供應。同時，依靠在伊比利亞和北非的銀礦，迦太基也是地中海最大的銀礦生產國。從伊比利亞一座銀礦即可每日向漢尼拔提供三百羅馬鎊的銀即可窺其暴利。
迦太基的經濟原為其母邦推羅延伸。龐大的迦太基商隊在推羅制定的商路上航行，及繼承了貴重染料推羅紫的貿易。雖在迦太基並無發現製造紫色染料的證據，但在卡本群島上達熱莎菲裏考古學家稱為迦關的布匿鎮找到了成堆骨螺。而在突尼斯加貝斯灣的芝露巴島亦發現與之相似的骨螺堆。本都的斯特拉波曾提到芝露巴與古耶希市的紫色染料。這些紫色染料成為了古地中海極具價值的商品，約值等重的黃金十五到廿倍。羅馬成男身穿名為托加的長袍作民族服，政務官與大祭司則穿著帶有兩到三吋闊推羅紫邊的的托加，元老使用闊紫條紋，而騎士的紫條則稍窄。
迦太基生產精細的繡花絲、印花棉、亞麻與羊毛、工藝品、實用陶器、彩陶、焚香與香水。迦太基的工匠專門從事象牙、玻璃器皿、木材製品，以及用雪花石膏、青銅、黃銅、鉛、金、銀和寶石製作形形色色的作品，例於是鏡、傢俬、櫥櫃、牀、牀具、枕頭、首飾、武器、器具與家居用品。同時也從事鹽漬大西洋魚及魚醬的交易，幾乎代理了全地中海的手工業、農產品和天然產物。
不只工業，迦太基人的農業亦十分先進，鐵犁、灌溉技術和輪作造就其高產。第二次布匿戰爭後，漢尼拔致力促進農業令經濟復甦及向羅馬支付戰爭賠款（八十萬羅馬鎊銀），而他也很成功。公元前一百四十六年，當羅馬征服及摧毀迦太基時，羅馬元老院命令將馬高著名的農業論文繙譯成拉丁文。
像地中海西部發現了不同的雪茄形迦太基雙耳瓶，環境證據表明迦太基在公元前四世紀經已栽培葡萄與釀造葡萄酒，甚至將之出口——雖然這些容器的分析尚未有結論。迦太基還航運了不少葡萄乾與葡萄酒（古代的柏森酒）。迦太基人在其廣闊的腹地上種植了各種水果，包括無花果、啤梨、石榴，還有堅果、穀物、葡萄、棗和橄欖。迦太基的橄欖油出口到全地中海。迦太基亦養出許多良馬——今日柏柏馬的祖先。
甚至多過黎凡特城邦的迦太基商船航遍了地中海所有大埠，乃至於不列顛與非洲的大西洋海岸。這些船能運上百噸貨物。
迦太基的大篷車還深入非洲與波斯內陸，用其農產與手工業品向非洲沿海和內陸的居民交換鹽、金、木材、象牙、烏木、猿、孔、皮毛與皮革。商人在與非洲部落的貿易中發明出拍賣，而在其他埠則建立永久倉庫或在露天墟市中銷售商品。他們從斯堪的那維亞獲得琥珀，從塞爾特伊比利亞人、高盧人和塞爾特人手上得到琥珀、錫、銀與毛皮。撒丁島和科西嘉為迦太基產出金銀，而腓尼基人則在馬耳他和巴利阿里群島等島嶼上的定居地所出送回迦太基作傾銷。這些城市供給較貧窮的文明一些簡單的產品，如陶器、金屬物品與裝飾品，這些產品通常取代了當地工業。而對較富的希臘人和伊特魯里亞人則售出最好的貨品。迦太基幾乎涵蓋了古代世界每種商品，包括來自阿拉伯、非洲和印度的香料和奴隸（來自迦太基帝國暫時佔領的歐洲土地，將被征服的白人戰士發賣到北非為奴）。
希羅多德寫了一份關於公元前四百三十年迦太基在摩洛哥大西洋海岸貿易的報告。身兼布匿探險家與迦太基執政官的航海家杏蘿帶領了一場遠征——摩洛哥大西洋海岸再殖民。他的腳步可能越過位處非洲海岸的塞內加。希臘版的杏蘿手記記述了他的旅程。雖然不知道他的艦隊沿非洲海岸航行了多遠，但這份大概五到六世紀的簡短報告標明了許多地理特徵，像是沿海的火山與遭遇上毛人。
考古發現證明有諸種貿易，由大量的錫，到形形色色的紡織品、陶瓷與精細的金屬製品。在戰前和戰爭期間，迦太基商人的身影在地中海諸埠倉庫與岸邊的船皆可見。
雖則伊特魯里亞文尚未完全解析，但在伊特魯里亞城市裏發掘出的雙語銘文表明腓尼基人與伊特魯里亞人的貿易已達幾個世紀。在一九六四年意大利希俄斯發現了一個阿斯塔特神社——這是一個信徒眾多的腓尼基神——考古發掘裏包含了三塊刻有伊特魯里亞文與腓尼基文的金片，意味迦太基與佳略的伊特魯里亞統治者間結成了政治與商業聯盟——就如亞里士多德所說的，伊特魯里亞人和迦太基人親密得就像同一個人。而伊特魯里亞城邦有時也是迦太基的軍事與商業盟友。

## 商貿
迦太基商人是腓尼基開拓的地中海貿易的繼承人，也繼承了與希臘商人同的競爭。因此迦太基的商業活動受到了刺激和挑戰。塞浦路人在早期曾是個競爭場所。之後腓尼基人冒險進入地中海西部並設立了商站——包括烏提卡和迦太基。然後希臘人跟隨致商業競爭燒到了地中海的西部。最終導致了持續幾世紀的貿易戰爭，以西西里島尤甚。雖然希臘商品品質優良，但迦太基商品的種類豐富。迦太基的工業巨人形象在三次布匿戰爭中表露無遺。就算之前被解除武裝後受到羅馬人致命圍攻，但迦太城藉其高超技藝與高效趕工了一批武備。本都的斯特拉波在其《地理》如此著墨：
「（迦太基）每日造出一百四十面盾；三百把、五百枝矛與一千粒投石機的石彈。此外，（雖然被羅馬人包圍了，但）還在兩月內造出一百二十艘船……舊木材已經準備就緒，而公共開支亦養起了大量優良技工。」
迦太基紡織業可能起始于家庭作坊，但專業機杼表明後來迦太基發展出了纺织工廠。產品包括刺繡、地毯、月桂紫染料（迦太基的芝露巴島聲揚於此）。鐵匠亦開發出專門技藝，即為軍隊製造出黏種武器，還有諸如刀、叉、剪、鏡、剃刀（以上皆在陪葬品中發現）等日用品。金屬工藝品如青銅花瓶和燈，還有碗碟。其他產品則來自陶工、玻璃匠和金匠。奉承碑的銘文指出他們都是自由的公民而非奴隸。
腓尼基和布匿商人常以家族企業運作。這些家族經營的企業執行各種任務：甲，擁有及維護船隻，提供船長與水手；乙，以易貨與買賣作海外談判，包括子，以其產出、丑，將土產（金屬、食物等）運到他地貿易；丙，派遣經紀到遙遠的交易站以便維持與當地的聯繫，並隨後建立倉庫以儲存舶來貨物，甚至有時會定居於此。這種活動或在幾代後建起廣闊的貿易網絡，使國內外不同家族企業互惠互利。
國家對其海商的保護由腓尼基推羅一推延伸出去，而其子邦迦太基亦繼承了此等做法。
腓尼基人和迦太基人在古代都聞名於其秘密——尤其是其商業聯繫與商路有關。兩種文化在商貿上都表現卓越。本都的斯特拉波在其淪陷前（約公元前一百四十六年）寫道，迦太基享有七十萬人口，還指揮著三百盟邦。而希臘史家波利比烏斯則稱之為世上最富之邦。